# Federazione di hockey su ghiaccio del Giappone
La Federazione giapponese di hockey su ghiaccio (jpn. 日本アイスホッケー連盟, JIHF) è un'organizzazione fondata nel 1929 per governare la pratica dell'hockey su ghiaccio in Giappone.
Ha aderito all'International Ice Hockey Federation il 26 gennaio 1930.